# Edwin Díaz
Edwin Orlando Díaz (Naguabo, Puerto Rico, 22 de marzo de 1994), más conocido como Edwin Díaz, es un jugador profesional puertorriqueño de béisbol que se desempeña en la posición de lanzador en New York Mets, equipo de las Grandes Ligas de Béisbol (MLB). Logró obtener el premio Primer Equipo All-MLB.

## Carrera
Díaz jugó como profesional tres temporadas en Seattle Mariners (2016-2018), después pasó a New York Mets, donde lleva jugando seis temporadas.

## Premios
En 2022, fue galardonado con el premio Primer Equipo All-MLB.